# Барсегян, Степан Сарибекович
Степа́н Сарибе́кович Барсегя́н (арм. Ստեփան Բարսեղյան, 18 апреля 1959, Варденис) — армянский государственный и политический деятель.
- 1976—1981 — Армянский государственный педагогический институт им. Х.Абовяна. Педагог-историк.
- 1987—1989 — Бакинская высшая партийная школа.
- 1980—1981 — учитель в сельской школе Варденисского района Армянской ССР.
- 1981—1982 — служил в советской армии.
- 1983—1985 — методист отдела народного образования Варденисского района.
- 1985—1987 — инструктор, а позже секретарь Варденисского райкома ВЛКСМ.
- 1989—1991 — инструктор Варденисского райкома КПСС.
- 1990 — избран депутатом Варденисского районного совета.
- 1991—1993 — начальник отдела народного образования Варденисского района.
- 1993—1995 — председатель райисполкома Варденисского района.
- С 1995 — начальник отдела переселения министерства социального обеспечения, занятости, миграции и по вопросам беженцев Армении.
- С 1997 — начальник отдела управления государственным имуществом Армении.
- 1997—1999 — директор ЗАО «Варденис-кадастр».
- 1999—2003 — был депутатом парламента. Член постоянной комиссии по обороне, национальной безопасности и внутренним делам. Член партии «Оринац Еркир».
- 2003—2006 — был губернатором Гегаркуникского марза.
- 21 июня 2006 — назначен заместителем министра территориального управления Армении.